# 三ッ林弥太郎
三ッ林 弥太郎（みつばやし やたろう、1918年（大正7年）11月22日 - 2003年（平成15年）8月18日）は、日本の政治家。位階は正三位。自由民主党所属の元衆議院議員（10期）。
科学技術庁長官（第3次中曽根内閣）を務めた。

## 来歴
埼玉県北葛飾郡行幸村千塚（のち幸手町、現・幸手市）、三ッ林幸三の長男として生まれる。埼玉県立杉戸農業学校、埼玉青年師範学校（現・埼玉大学教育学部）卒業。奉天予備士官学校卒業。
青年学校教諭兼小学訓導、埼玉県農業会勤務を経て1948年に埼玉県指導農協連北葛飾支所経営課長となり1951年以来4回県議に当選。
自民党県連副幹事長を務め1960年に県議会副議長、1964年に議長に選ばれる。1967年、衆議院議員に当選する。

## 人物
父子二代蚕業、県政に活躍した。
三ッ林について『国会議員総覧 1970年版』によると「農民、農地を基盤にして農民議員の色彩が強く、国会生活も農民のための政治実現に全力を傾ける姿勢で、新しい農村づくりに邁進してきた」という。
中選挙区時代は埼玉県第4区で小選挙区制導入後は埼玉県第14区を選挙区とした。
趣味は園芸、旅行、読書、釣り。宗教は真言宗。住所は埼玉県北葛飾郡幸手町大字千塚。

## 略歴
- 1951年（昭和26年）、自由党に所属して埼玉県議会議員に当選する[3]。
- 1964年（昭和39年）、埼玉県議会議長に就任。
- 1967年（昭和42年）、第31回衆議院議員総選挙にて旧埼玉4区から出馬し初当選。
- 1972年（昭和47年）、第1次田中角榮内閣の自治政務次官に就任。
- 1973年（昭和48年）、第2次田中角榮内閣第1次改造内閣の郵政政務次官に就任。
- 1986年（昭和61年）、第3次中曽根内閣の科学技術庁長官に就任。
- 1998年（平成10年）、勲一等旭日大綬章受章
- 2000年（平成12年）、引退（通算10期）
- 2003年（平成15年）8月18日、心不全のため逝去 84歳没

## 家族
三ッ林家
- 父・幸三（1893年 - 1977年、幸手町長、埼玉県会議長、衆議院議員、農業）[4][5]
- 母・こと（1899年 - ?、埼玉、古谷篤治の長女）[4]
- 妻（1930年 - 埼玉、小森谷清の長女）[4]
- 長男（1949年 - ）[4]
- 二男・隆志[4]（1953年 - 2010年、医師、自由民主党衆議院議員）
- 三男・裕巳[4]（医師、自由民主党衆議院議員、1955年 - ）
- 長女[4]